# Wilkinson County (Georgia)
Das Wilkinson County ist ein County im Bundesstaat Georgia der Vereinigten Staaten. Der Verwaltungssitz (County Seat) ist Irwinton, benannt nach Jared Irwin, einem Gouverneur von Georgia.

## Geographie
Das County liegt wenige Kilometer östlich des geographischen Zentrums von Georgia und hat eine Fläche von 1171 Quadratkilometern, wovon 14 Quadratkilometer Wasseroberfläche sind. Es grenzt im Uhrzeigersinn an folgende Countys: Washington County, Johnson County, Laurens County, Twiggs County, Jones County und Baldwin County.

## Geschichte
Wilkinson County wurde am 11. Mai 1803 als 29. County von Georgia gebildet. Benannt wurde es nach General James Wilkinson aus Maryland, einem Offizier im Revolutionskrieg und der erste Gouverneur des Louisiana-Territoriums.

## Demografische Daten
Laut der Volkszählung von 2010 verteilten sich die damaligen 9563 Einwohner auf 3666 bewohnte Haushalte, was einen Schnitt von 2,58 Personen pro Haushalt ergibt. Insgesamt bestehen 4487 Haushalte.
72,0 % der Haushalte waren Familienhaushalte (bestehend aus verheirateten Paaren mit oder ohne Nachkommen bzw. einem Elternteil mit Nachkomme) mit einer durchschnittlichen Größe von 3,06 Personen. In 33,6 % aller Haushalte lebten Kinder unter 18 Jahren sowie in 30,0 % aller Haushalte Personen mit mindestens 65 Jahren.
26,7 % der Bevölkerung waren jünger als 20 Jahre, 21,9 % waren 20 bis 39 Jahre alt, 29,7 % waren 40 bis 59 Jahre alt und 21,7 % waren mindestens 60 Jahre alt. Das mittlere Alter betrug 41 Jahre. 47,9 % der Bevölkerung waren männlich und 52,1 % weiblich.
58,5 % der Bevölkerung bezeichneten sich als Weiße, 38,4 % als Afroamerikaner, 0,3 % als Indianer und 0,3 % als Asian Americans. 1,3 % gaben die Angehörigkeit zu einer anderen Ethnie und 1,1 % zu mehreren Ethnien an. 2,2 % der Bevölkerung bestand aus Hispanics oder Latinos.
Das durchschnittliche Jahreseinkommen pro Haushalt lag bei 38.827 USD, dabei lebten 20,8 % der Bevölkerung unter der Armutsgrenze.

## Orte im Wilkinson County
Orte im Wilkinson County mit Einwohnerzahlen der Volkszählung von 2010:
Cities:
- Gordon – 2017 Einwohner
- Irwinton (County Seat) – 589 Einwohner

Towns:
- Allentown – 169 Einwohner
- Danville – 238 Einwohner
- Ivey – 981 Einwohner
- McIntyre – 650 Einwohner
- Toomsboro – 472 Einwohner